# Test de Mantel
El test de Mantel, llamado así en honor a Nathan Mantel, es un test estadístico de la correlación entre dos matrices. Las matrices deben de ser del mismo rango, en la mayoría de aplicaciones hay matrices de interrelaciones entre los mismos vectores de objetos.
El test es comúnmente usado en ecología, donde los datos son por lo general estimaciones de la "distancia" entre los objetos, tales como especies de organismos. Por ejemplo, una matriz puede contener las estimaciones de las distancias genéticas (i.e., la cantidad de diferencia entre dos genomas distintos) entre todos los posibles pares de especies en el estudio, obtenido por medio de métodos de Análisis moleculares de ADN; mientras que la otra puede contener estimaciones de la distancia geográfica entre los rangos de cada especie y todas las demás especies.
Si hay n objetos, y la matriz es simétrica (de manera que la distancia de un objeto a a un objeto b es la misma que la distancia de b a a) tal que una matriz contiene 
n(n − 1)/2
distancias. Porque que las distancias no son independientes unas de otras – puesto que cambiando la "posición" de un objeto podremos cambiar n − 1 de esas distancias (la distancia de ese objeto a cualquiera de los otros) – no se puede evaluar la relación entre las dos matrices simplemente evaluando el el coeficiente de correlación entre los dos conjuntos de distancias y el y el control de su significancia estadística. El test de Mantel trata con este problema.
El procedimiento adoptado es un tipo de aletoriedad o test de permutación. La correlación entre dos conjuntos de n(n − 1)/2 distancias es calculada, y esto es a la vez la medida de correlación observadas y el test de hipótesis sobre el cual el test está basado. En principio, cualquier coeficiente de correlación puede ser usado, pero normalmente se usa el coeficiente de correlación de Pearson. 
En contraste con el uso ordinario del coeficiente de correlación, para evaluar la importancia de cualquier desviación aparente de correlación cero, las filas y columnas de una de las matrices se someten a permutaciones aleatorias muchas veces, de manera que la correlación se vuelve a calcular después de cada permutación. La importancia de la correlación observada es la proporción de tales permutaciones que llevan a un mayor coeficiente de correlación. 
El razonamiento es que si la hipótesis nula de que no está habiendo relación entre las dos matrices es correcto, entonces permutando las filas y las columnas de la matriz debe ser igualmente probable el producir un mayor o un menor coeficiente. Además de superar los problemas derivados de la dependencia estadística de los elementos dentro de cada una de las dos matrices, el uso del test de permutación conlleva que la dependencia no se esté poniendo en suposiciones acerca de las distribuciones estadísticas de los elementos en las matrices.
Muchos paquetes estadísticos incluyen rutinas para llevar a cabo el test de Mantel.
El test fue originariamente publicado por Nathan Mantel, un bioestadístico del National Institutes of Health (EE. UU.), en 1967. Reportes de esto pueden ser encontrados en libros de estadística avanzada, e.g. Sokal & Rohlf (1995), pp. 813–819.